# Erchie
Erchie är en ort och kommun i provinsen Brindisi i regionen Apulien i Italien. Kommunen hade 8 671 invånare (2017).